# Archipelag Ritchie
Archipelag Ritchie (ang. Ritchie's Archipelago) – grupa mniejszych wysp leżących około 25-30 km na wschód od Wielkiego Andamanu – głównej grupy wysp Andamańskich. Andamany leżą w Zatoce Bengalskiej, granicząc z Morzem Andamańskim około 200 km na południe od najbliższego lądu stałego Azji – Przylądka Negrais w Mjanmie.
Nazwa archipelagu pochodzi od nazwiska brytyjskiego naukowca Johna Ritchie, który w roku 1771 odwiedził te wyspy.
Archipelag składa się z 4 większych wysp, 7 mniejszych i kilku wysepek, tworzących rozszerzający się w kierunkach północnym i południowym łańcuch wysp, położony równolegle do głównej grupy wysp Wielkiego Andamanu. Wyspa Baratang i Andaman Południowy leżą na zachód oddzielone cieśniną Diligent, na wyspie Barren (75 km na wschód) jest czynny wulkan.
Główne wyspy w archipelagu (według przybliżonej powierzchni) to:
- Havelock Island – 114 km²
- Henry Lawrence Island – 55 km²
- John Lawrence Island – 42 km²
- Sir William Peel Island – 23 km²
- Outram Island – 19 km²
- Neil Island – 18,9 km²
- Wilson Island – 14 km²
- Inglis Island – 4 km²
- Nicholson Island – 1,8 km²
- Sir Hugh Rose Island – 0,6 km²
- Button Islands
  - North Button – 0,25 km²
  - Middle Button – 0,4 km²
  - South Button – 0,1 km²